# 柳河 (辽河)
柳河，位于中国东北地区南部的一条河流，是辽河右岸支流，上游称厚根河或扣河子河，发源于内蒙古自治区奈曼旗新镇以东的双山子东麓，东南流进入库伦旗，在扣河子镇转东流，流经库伦旗与辽宁省阜新蒙古族自治县交界地区（此段也称北大河或新开河），过库伦旗白音花镇乃曼格尔后转东北流，在库伦镇上乌兰胡绍嘎查西转东南流，注入闹德海水库，出库后进入辽宁境内，东南流经彰武县中部和新民市西部地区，于新民市西城街道梁家烧锅村王家窝堡汇入辽河。河流全长253千米，流域面积5791平方千米，年均径流量3.57亿立方米。柳河上游沿岸多为黄土低山丘陵，植被较差，水土流失严重，导致柳河含沙量大，下游河床不断淤高展宽，且多次改道。